# Clang Invasion
Clang Invasion (Robôs Invasores no Brasil e em Portugal) é uma série de animação, que conta a história de 2 crianças (Robin e Daisy) que tem 3 robôs (Rivet, Socket e Widgit).

## Personagens

### Robin
Robin é um menino amável e divertido que raramente entende alguma coisa. Com 7 anos, ele acha que a nave que pousou em seu quintal foi a melhor coisa que aconteceu em sua vida. Muito animado, ele está disposto a qualquer coisa – ainda mais com três robôs para ajudar.

### Daisy
Daisy é uma típica menina de 10 anos: adorável, inteligente e querida pelos pais. Ela gosta de bonecas e de conseguir tudo do seu jeitinho. Quando ela não consegue, fica muito irritada! Apesar de tão exigente, Daisy quase nunca põe a mão na massa: ela é geralmente a pessoa por trás das ideias.

### Rivet
Rivet é o líder dos robôs alienígenas. Sua grande paixão é inventar, e agora que está na Terra, ele adora usar seu tempo livre para trabalhar em suas criações. É hiperativo, curioso e adora comerciais. É fácil encontrar Rivet tentando vender uma de suas invenções – o problema é que a maioria delas atrapalha ao invés de ajudar.

### Socket
Socket é o oficial de segurança da nave. É um robô bem velho, quase sem tecnologia. Algumas de suas peças já estão até caindo. Por ser tão velho, Socket é um robô experiente que já viu de tudo e adora contar pra todo mundo. Sua cabeça é como um grande depósito que guarda várias coisas – desde um sanduíche de queijo até um foguete.

### Widgit
Widgit é quem pilota da nave, e também é responsável por sua manutenção. Isso não é tão bom, já que ela não sabe nada de tecnologia. É por isso que os robôs não tem nenhuma esperança de conseguir voltar para o planeta Clang. Ela adora coisas orgânicas, como flores, árvores ou, bem, humanos.

### Sam
Sam tem cara de malvado, mas não se engane. Esse jeitinho meio rabugento não mostra o quanto o cachorro de Daisy e Robin é meigo e carinhoso.
Com pelo marrom, orelhas caídas e muito babão, ele está sempre presente nas aventuras dos irmãos com os robôs Clang. Mas sua paixão por salsichas ainda arrumar muitos problemas.